# Egedals kommun
Egedals kommun (danska: Egedal kommune) är en kommun på norra Själland i Region Hovedstaden i östra Danmark. 

## Administrativ historik
Egedals kommun bildades vid den danska kommunreformen 2007 genom en sammanslagning av Ledøje-Smørum kommun, som tillhörde Köpenhamns amt, med Stenløse kommun och Ølstykke kommun, som båda tillhörde Frederiksborgs amt.

## Geografi
Ededals kommun gränsar i norr till Frederikssunds och Allerøds kommuner, i öster till Furesø och Ballerups kommuner, i söder till Albertslunds och Høje-Tåstrups kommuner och i väster till Roskilde kommun.
Centralort är Ølstykke bestående av Gamle Ølstykke och Ølstykke Stationsby. I kommunen ligger också Stenløse, Ganløse och Smørumnedre.

## Politik
Kommunstyrelsen valdes den 15 november 2005. Borgmästare vid sammanslagningen 2007 blev den tidigare borgmästaren i Ølstykke kommun, Svend Kjærgaard Jensen.